# Vieille prison à Boljevac
La vieille prison à Boljevac (en serbe cyrillique : Стара апсана у Бољевцу ; en serbe latin : Stara apsana u Boljevcu) se trouve à Boljevac, dans le district de Zaječar, en Serbie. Elle est inscrite sur la liste des monuments culturels protégés de la République de Serbie (identifiant no SK 463).

## Présentation
La prison a notamment accueilli les rebelles de la Révolte du Timok de 1883.
De plan rectangulaire, elle est construite en pierres et en briques enduites de plâtre.
En 1983, le bâtiment a été restauré et adapté pour abriter le Musée de la révolte du Timok.